# Javier Moro
Javier Rafael Moro Lapierre (* 11. Februar 1955 in Madrid) ist ein spanischer Autor.

## Leben
Javier Moros Vater ist Spanier, seine Mutter Französin. In seiner Jugend reiste er mit seiner Familie und seinem Vater, der Luftfahrtangestellter war, durch viele Länder Asiens, Afrikas und des amerikanischen Kontinents. Die auf diesen Reisen gemachten Erfahrungen spiegeln sich später oft in seinen Büchern wider. Sein Abitur machte er am französischen Gymnasium in Madrid. Danach studierte er Geschichte und Anthropologie an der Universität Jussieu der heutigen Universität Paris VII.
Nach dem Studium arbeitete Moro mit verschiedenen spanischen und ausländischen Medien zusammen. Außerdem half er Dominique Lapierre, dessen Neffe er ist, bei Grundlagenforschungen für dessen Bücher, sowie für Bücher von Larry Collins. Ferner war er Koproduzent bei zwei Filmen, die auf Werken von Ramón J. Sender beruhen, Valentina und 1919: Crónica del alba.
Für sein erstes Buch: Senderos de libertad, die Geschichte des Kautschukarbeiters Chico Mendes im brasilianischen Amazonien, reiste er drei Jahre lang durch Südamerika. Für sein letztes Buch El imperio eres tú (Das Kaiserreich bist du) über den ersten Kaiser von Brasilien Pedro I. erhielt er den Premio Planeta des Jahres 2011.

## Preise und Auszeichnungen
- 2011: Premio Planeta für El imperio eres tú.

## Veröffentlichungen
- 1992: Senderos de libertad. Editorial Planeta: Seix Barral, Barcelona, ISBN 84-32240281.
- 1995: El pie de Jaipur. Seix Barral.
  - 2002: Der Fuß von Jaipur: von der Leidenschaft zu leben. Europa-Verlag, Hamburg, ISBN 3-203-80095-0.
- 1998: Las montañas de Buda. Seix Barral.
- 2001: mit Dominique Lapierre: Era medianoche en Bhopal. Booket 2001.
  - 2004: Fünf nach zwölf in Bhopal: die unglaubliche Geschichte der größten Giftgaskatastrophe unserer Zeit. Europa-Verlag, Hamburg / Leipzig / Wien, ISBN 3-203-79508-6.
- 2005: Pasión India. Seix Barral.
  - 2007: Die indische Prinzessin: Die faszinierende Geschichte der Anita Delgado. Roman. Chronik-Verlag, Gütersloh, ISBN 978-3-577-14378-3.
- 2008; El sari rojo. Seix Barral.
  - 2010: Der rote Sari. Roman. RM-Buch- und Medienvertrieb, Rheda-Wiedenbrück/Gütersloh. Nur für Mitglieder!
- 2011: El imperio eres tú. Editorial Planeta, Barcelona, ISBN 978-84-0810482-7.[1]